# Brahmapur
Brahmapur (nep. ब्रहमपुर) – gaun wikas samiti we wschodniej części Nepalu w strefie Sagarmatha w dystrykcie Saptari. Według nepalskiego spisu powszechnego z 2001 roku liczył on 814 gospodarstw domowych i 4662 mieszkańców (2338 kobiet i 2324 mężczyzn).